# Hypsignathus monstrosus
Hypsignathus monstrosus é uma espécie de morcego da família Pteropodidae. Pode ser encontrada na África Ocidental e Central.